# Original Album Classics
Original Album Classics är en serie musikalbumboxar till lågpris, skapad av skivbolaget Sony Music.
Boxar som utgivits i serien är bland andra:
- Original Album Classics (samlingsbox, 2008), samlingsbox med fem skivor av Sophie Zelmani
- Original Album Classics (samlingsbox, 2010), samlingsbox med tre skivor av Sophie Zelmani